# Lidia Bagińska
Lidia Iwona Bagińska (ur. 18 listopada 1967 w Ozorkowie) – polska adwokatka, radca prawny, nauczycielka akademicka, sędzia Trybunału Konstytucyjnego od 8 grudnia 2006 (ślubowanie złożyła 6 marca 2007) do 12 marca 2007.

## Życiorys
W 1992 została absolwentką Wydziału Prawa i Administracji Uniwersytetu Warszawskiego. W 2004 ukończyła studia podyplomowe z prawa europejskiego na Uniwersytecie Warszawskim. W 1994 ukończyła aplikację sądową (zdała egzamin sędziowski), natomiast rok później radcowską (zdała egzamin radcowski).
W 1995 uzyskała wpis na listę radców prawnych Okręgowej Izby Radców Prawnych w Warszawie. Od 1995 do 2001 wykonywała zawód radcy prawnego. W 2001 została wpisana na listę adwokatów. W tym samym roku wpisano ją również na listę syndyków przy Sądzie Okręgowym w Warszawie. Prowadzi kancelarię prawną Czarnecki & Bagińska, Adwokaci i Radcowie Prawni sp.k. w Warszawie wspólnie z adwokatem Markiem Czarneckim.
8 grudnia 2006, wskazana przez kluby parlamentarne Ligi Polskich Rodzin oraz Samoobrony RP, poparta przez Prawo i Sprawiedliwość, została wybrana przez Sejm RP na stanowisko sędziego Trybunału Konstytucyjnego. W głosowaniu 207 posłów było za, 159 – przeciw, a 10 wstrzymało się. Wstrzymanie złożenia ślubowania wobec prezydenta RP zostało wywołane kontrowersjami co do rzetelności w wykonywaniu obowiązków syndyka.
6 marca 2007 została zaprzysiężona na sędziego Trybunału Konstytucyjnego. 12 marca 2007 zrezygnowała ze stanowiska i wróciła do zawodu adwokata.
Sąd odebrał jej uprawnienia syndyka, uznając zarzuty dotyczące nieprawidłowości podczas postępowania upadłościowego, niewykonywania postanowień sądu adresowanych do niej jako syndyka, a nawet wprowadzania sądu upadłościowego w błąd.
Pomimo złożenia rezygnacji z urzędu sędziego Trybunału Konstytucyjnego, w 2008 wniosła do sądu pozew o ustalenie, że nadal jest sędzią Trybunału Konstytucyjnego. Skarga kasacyjna Lidii Bagińskiej została oddalona przez Sąd Najwyższy ze względu na niedopuszczalność drogi sądowej.
W 2008 wykładała prawo wekslowe i czekowe w Europejskiej Wyższej Szkole Prawa i Administracji w Warszawie. Członek Okręgowej Izby Radców Prawnych w Warszawie oraz członek Rady Adwokackiej w Warszawie. Od 2010 wykładowca w Okręgowej Radzie Adwokackiej w Warszawie.
W 2018 w trakcie kryzysu wokół Sądu Najwyższego w Polsce zgłosiła swoją kandydaturę na sędziego Izby Cywilnej Sądu Najwyższego.

## Wybrane publikacje
- Prawo wekslowe i czekowe. Komentarz (współautor: Marek Czarnecki, Wydawnictwo C.H. Beck, wyd. 5., Warszawa 2008, ISBN 978-83-7483-800-9)
- Prawo wekslowe i czekowe (Wydawnictwo C.H. Beck, Warszawa 2008, ISBN 978-83-255-0398-7)
- Skarga o stwierdzenie niezgodności z prawem prawomocnego orzeczenia (Wydawnictwo C.H. Beck, Warszawa 2009, ISBN 978-83-255-0663-6)
- Skarga konstytucyjna (Wydawnictwo C.H. Beck, Warszawa 2010, ISBN 978-83-255-1935-3)
- Skarga kasacyjna w postępowaniu cywilnym (Wydawnictwo C.H. Beck, Warszawa 2012, ISBN 978-83-255-3891-0)